# Порт-Катон
Порт-Катон — село в Азовском районе Ростовской области. Входит в состав Маргаритовского сельского поселения.

## География
Село расположено на юге Ростовской области, на берегу Таганрогского залива. Расстояния (по дорогам) — до районного центра, Азова, — 60 км; до областного центра, Ростова-на-Дону — 100 км. В 5 км от посёлка проходит граница с Краснодарским краем.

### Улицы
| - ул. Будённовская, - ул. Крайняя, - ул. Ленина, - ул. Молодёжная, - ул. Морская, - ул. Новоселовская, | - ул. Октябрьская, - ул. Приморская, - ул. Садовая, - ул. Социалистическая, - ул. Степная, - ул. Центральная, | - пер. Западный, - пер. Зелёный, - пер. Морской. |

## История
Местная народная этимология гласит, что основал село Порт-Катон в начале XVIII века обрусевший грек, выходец из Харьковской губернии, купец, рыботорговец Катон Помпеевич.
Однако, архивные источники эту версию не подтверждают.
В частности, историю села Порт-Катон, со ссылками на архивные первоисточники, приводит историк Литвиненко Виктор Исидорович (зав. редакционным отделом журнала «Известия вузов. Северо-кавказский регион»).
Самые ранние из известных названия этого населённого пункта — деревня Андреевка и Круглая Пустошь. Земли, на которых располагалась деревня, на начало XIX века принадлежали генерал-майору Ивану Ивановичу фон дер Визе. Деревню называли Андреевкой по имени одного из наследников фон дер Визе — Андрея Лыкова. В 20-х годах XIX века надел выкупил другой крупный землевладелец — Павел Васильевич Шабельский. Шабельскими на деревню были перенесены названия «Милость Куракина» или «Милость Князя», изначально данные имению Шабельских близ Таганрога.
Название же «Порт-Катон» происходит от имени Катона Павловича Шабельского, сына Павла Васильевича. Он начал развивать село как торговый пункт — занялся перевозками зерна и обустроил первую пристань. В некоторых источниках встречается мнение, что название «Порт-Катон» дал селу сын Катона Павловича — Помпей Катонович, увековечив таким образом его имя в топониме. Помпей Катонович продолжил начинания отца, основал в селе отпускную хлебную торговлю и благоустроил порт, построив высокий причал. Также при нём в селе открылась лесная биржа.
До сих пор на берегу можно найти остатки известково-бетонных сооружений, вероятно бывшие береговыми опорами причала.
В 1852 году в Порт-Катоне была построена церковь Равноапостольных царей Константина и Елены (впоследствии обветшавшая), и таким образом, деревня получила статус села.
В ходе Азовской кампании Крымской войны 1853—1856 годов в Порт-Катоне произошла высадка французского десанта.

## Население
| 1989 | 2002  | 2010  |
| ---- | ----- | ----- |
| 1716 | ↗1788 | ↘1450 |

### Известные жители
- Кондратенко, Анатолий Иванович (род. 1950) — российский педагог, Кандидат технических наук, профессор кафедры Теоретической механики ЮРГТУ (НПИ), Первый секретарь городского комитета КПРФ город Новочеркасск (с 2004 год), Глава администрации (мэр) Новочеркасска (2010—2012 годы), исполняющий обязанности директора Новочеркасского промышленно-гуманитарного колледжа (с 2012 года).
- Романченко, Надежда Ивановна (род. 1942) — российский педагог, Заслуженный учитель Российской Федерации, Заслуженный педагог Российской Федерации, директор таганрогской Гимназии № 2 им. А. П. Чехова[13].

## Экономика
Основное предприятие села — рыболовецкое хозяйство «Социалистический путь» (бывший колхоз, основанный в 20-х гг. XX века), помимо рыбной ловли занимающееся также выращиванием сельскохозяйственных культур. По состоянию на 2012 год признано лидером в добыче рыбы среди предприятий области, годовой объём вылова составлял около 3 тысяч тонн (20 % от всего областного объема). Кроме того, рыбхоз — основной судовладелец (30 % рыбопромыслового флота Ростовской области).
В 2014 году на мощностях хозяйства запущен рыбоперерабатывающий завод, ставший первым открытым в Ростовской области за историю РФ.

### Игровая зона «Азов-Сити»
C 1 июля 2009 года российский игорный бизнес стал обязан перебраться в определенные зоны в Калининградской области, Алтайском и Приморском краях и на границе Ростовской области и Краснодарского края — Азов-Сити (посёлок Порт-Катон и прилегающие к нему территории). Зона была построена только частично, с краснодарской стороны. В 2015 году было принято решение ликвидировать зону.

## Порт-Катон в песнях
В репертуаре певца Константина Ундрова есть песня «Порт-Катон», входящая в одноимённый альбом.

## Достопримечательности
Церковь Покрова Пресвятой Богородицы.

### Палеонтологические
Фауна VI террасы (ногайской) разреза Порт-Катон, включащая полёвок пеструшек Prolagurus ex gr. pannonicus posterius, грызунов Microtini gen., сусликов Spermophilus (Urocitellus) sp., характерна для фаун петропавловского подкомплекса, выделенного А. К. Агаджаняном, (переход между таманским и тираспольским комплексами) и связана с самым концом палеомагнитной эпохи Матуяма (0,8 млн л. н.).